# حتات جليدي
الحتات الجليدي أو الحريث الجليدي (بالإنجليزية: glacial till)‏، هي رواسب جليدية تتآكل عن طريق انجراف جليدي غير مرتب في مستويات، ترسب مباشرة من الجليد ويتكون من الطين والرمل والحصى والصخور، مع تداخل هذه المكونات بنسب مختلفة.